# Pedon
Pedon je základní, nejmenší trojrozměrná jednotka půdního pokryvu, která zahrnuje všechny půdní horizonty. Ve skutečnosti se v přírodě nevyskytuje. Jedná se totiž o model. Plocha pedonu může být od 1 m² do 10 m² v závislosti na prostorové variabilitě (proměnlivosti). 
Atmosféra tvoří horní hranici pedonu. Směrem dolů pedon prochází všemi půdními horizonty a jako spodní hranice pedonu se udává mateční hornina, případně hloubka 2 m. Což zahrnuje zónu zakořenění téměř všech rostlin.
Pedon se na mapě jeví jako bod, není pedogeografickou jednotkou. Základní pedogeografickou jednotkou je polypedon, který se skládá z několika stejných pedonů a je ohraničen jinými polypedony nebo místy bez půdního pokryvu.